# Hen Ogledd
Yr Hen Ogledd (engelsk: The Old North, dansk Det gamle nord) er et walisisk begreb af historikere om de dele, som i dag er det nordlige England og sydlige Skotland mellem år 500 til vikingenes invasioner og den norrøne indvandring fra omkring år 800, og med særlig interesse for de britansk talende, som levede der.
Begrebet er afledt fra heroisk poesi af barder (skjalde) ved de walisiske kongers hof. Fra et sydwalisisk perspektiv er disse fortællinger om Gwŷr y Gogledd ("mændene fra nord") med deres slægtskab til de store mænd i fortiden fortalt i genealogier (slægtslister) som Bonedd Gwŷr y Gogledd ("Afstamning fra mændene i nord"). "Nord" er blevet "Det gamle nord" i anerkendelse af den tid, som er gået siden teksterne blev nedskrevet.
I forsøg på at konstruere en historie for det sydlige Skotland og nordlige England har historikerne adopteret begrebet "Det gamle nord" fra walisisk heltedigtning om de brittske kongedømmer som Rheged, hvor de som boede der, sandsynligvis talte kumbrisk, en dialekt af britanniske sprog.
| Historie | Spire Denne historieartikel er en spire som bør udbygges. Du er velkommen til at hjælpe Wikipedia ved at udvide den. |

54°36′N 2°18′V / 54.6°N 2.3°V